# Kamyzjak
Kamyzjak è una città della Russia europea meridionale (oblast' di Astrachan'), situata nel delta del Volga sull'omonimo braccio deltizio, 35 chilometri a sud del capoluogo Astrachan'; è il capoluogo amministrativo del distretto omonimo.

## Società

### Evoluzione demografica
Fonte: mojgorod.ru
- 1959: 3.900
- 1970: 6.600
- 1979: 14.100
- 1989: 15.100
- 2007: 16.100